# Francesca Cavallero
Francesca Cavallero (27 dicembre 1982) è una scrittrice di fantascienza italiana, vincitrice nel 2018 del Premio Urania.

## Biografia
Nata nel 1982, cresciuta in Val Bormida in provincia di Savona, ha un dottorato di ricerca in Arti, spettacolo e tecnologie multimediali. Ha vinto il premio Urania 2018 con il romanzo Le ombre di Morjegrad e ha pubblicato i racconti Dimenticare gli uragani (apparso su Urania collezione n° 214) e Ninfe sbranate (in Distopia, Millemondi n° 87).
Nel maggio del 2022 ha pubblicato un secondo romanzo, Il sangue delle madri, con la Arnoldo Mondadori Editore, nella collana Urania Jumbo.

## Premi e riconoscimenti
- Premio Urania nel 2018 con il romanzo Le ombre di Morjegrad [1]

## Opere

### Romanzi
- Le ombre di Morjegrad, Urania n° 1672, Arnoldo Mondadori Editore, 2019.
- Il sangue delle madri, Urania Jumbo n° 31, Arnoldo Mondadori Editore, 2022.

### Romanzi brevi
- Le dodici ore di Vic, collana Chew-9 n°58, Delos Digital, 2025.

### Racconti
- Ninfe sbranate, Urania Millemondi n° 87 "Distopia", 2020.
- Dimenticare gli uragani, in appendice a Urania Collezione n° 214,  Arnoldo Mondadori Editore, 2020.
- Come polvere in una clessidra rotta, nell'antologia "Quando il sole bruciava" (Collana "Dystopica" n°14, Delos Digital)
- Chora, Urania Millemondi n° 96 "Coloni nell'universo", 2023.